# Hockey sul ghiaccio al XV Festival olimpico invernale della gioventù europea - Torneo femminile
Il torneo femminile di hockey su ghiaccio al XV Festival olimpico invernale della gioventù europea  si è svolto dal 21 al 25 marzo 2022 alla Kajaanin jäähalli di Kajaani in Finlandia.

## Risultati

### Gruppo A
| Squadra   | Punti | PG | V | VOT | POT | P | GF | GS | DG |
| --------- | ----- | -- | - | --- | --- | - | -- | -- | -- |
| Rep. Ceca | 6     | 2  | 2 | 0   | 0   | 0 | 8  | 1  | +7 |
| Svizzera  | 3     | 2  | 1 | 0   | 0   | 1 | 6  | 4  | +2 |
| Ungheria  | 0     | 2  | 0 | 0   | 0   | 2 | 0  | 9  | -9 |

Risultati incontri
| Kajaani 21 marzo 2022, ore 18:30 | Svizzera | 5 – 0 (1-0, 3-0, 1-0) referto | Ungheria | Kajaanin jäähalli |

| Kajaani 22 marzo 2022, ore 15:00 | Rep. Ceca | 4 – 1 (0-0, 0-1, 4-0) referto | Svizzera | Kajaanin jäähalli |

| Kajaani 23 marzo 2022, ore 15:00 | Ungheria | 0 – 4 (0-3, 0-1, 0-0) referto | Rep. Ceca | Kajaanin jäähalli |

### Gruppo B
| Squadra    | Punti | PG | V | VOT | POT | P | GF | GS | DG |
| ---------- | ----- | -- | - | --- | --- | - | -- | -- | -- |
| Svezia     | 5     | 2  | 1 | 1   | 0   | 0 | 7  | 4  | +3 |
| Finlandia  | 4     | 2  | 1 | 0   | 1   | 0 | 6  | 6  | 0  |
| Slovacchia | 0     | 2  | 0 | 0   | 0   | 2 | 3  | 6  | -3 |

Risultati incontri
| Kajaani 21 marzo 2022, ore 12:30 | Slovacchia | 2 – 3 (0-0, 2-2, 0-1) referto | Finlandia | Kajaanin jäähalli |

| Kajaani 22 marzo 2022, ore 18:00 | Slovacchia | 1 – 3 (3-0, 0-1, 0-0) referto | Svezia | Kajaanin jäähalli |

| Kajaani 23 marzo 2022, ore 18:30 | Svezia | 4 – 3 (1-1, 0-0, 2-2, 1-0 OT) referto | Finlandia | Kajaanin jäähalli |

## Incontri per i piazzamenti
Quinto posto
| Kajaani 24 marzo 2022, ore 15:00 | Ungheria | 0 – 3 (0-1, 0-1, 0-1) referto | Slovacchia | Kajaanin jäähalli |

Medaglia di bronzo
| Kajaani 24 marzo 2022, ore 18:30 | Svizzera | 1 – 5 (0-2, 1-2, 0-1) referto | Finlandia | Kajaanin jäähalli |

Medaglia d'oro
| Kajaani 25 marzo 2022, ore 13:00 | Rep. Ceca | 2 – 1 (1–0, 0–0, 0–1, 0-0, 1-0) referto | Svezia | Kajaanin jäähalli |

## Classifica
| Pos. | Squadra    |
| ---- | ---------- |
| 1    | Rep. Ceca  |
| 2    | Svezia     |
| 3    | Finlandia  |
| 4    | Svizzera   |
| 5    | Slovacchia |
| 6    | Ungheria   |